# Gracht Burggraaf (mottekasteel)
Gracht Burggraaf was een middeleeuws mottekasteel gelegen bij Gulpen in de Nederlandse provincie Limburg. Thans resteert alleen nog de heuvel van dit mottekasteel die zich bij de gelijknamige buurtschap Gracht Burggraaf bevindt.
De motteheuvel is een zogenaamde abschnittsmotte. Dit houdt in dat in plaats van een heuvel op te werpen, de heuvel ontstaan is door het afgraven van de verbinding met de Beversberg.
Het kasteel was zeer strategisch gelegen bij het punt waar de Gulp en de Eyserbeek in de Geul stromen. Een kilometer zuidelijk stroomt de Selzerbeek in de Geul. Het kasteel wordt pas in de dertiende eeuw voor het eerst vermeld, maar is waarschijnlijk ouder. De functie van kasteel werd later overgenomen door Kasteel Neubourg dat zijn naam (nieuw kasteel) ontleent aan het bestaan van deze oudere burcht.
De motte is een rijksmonument.
Ten noordwesten van de motte ligt de Dolsberg.

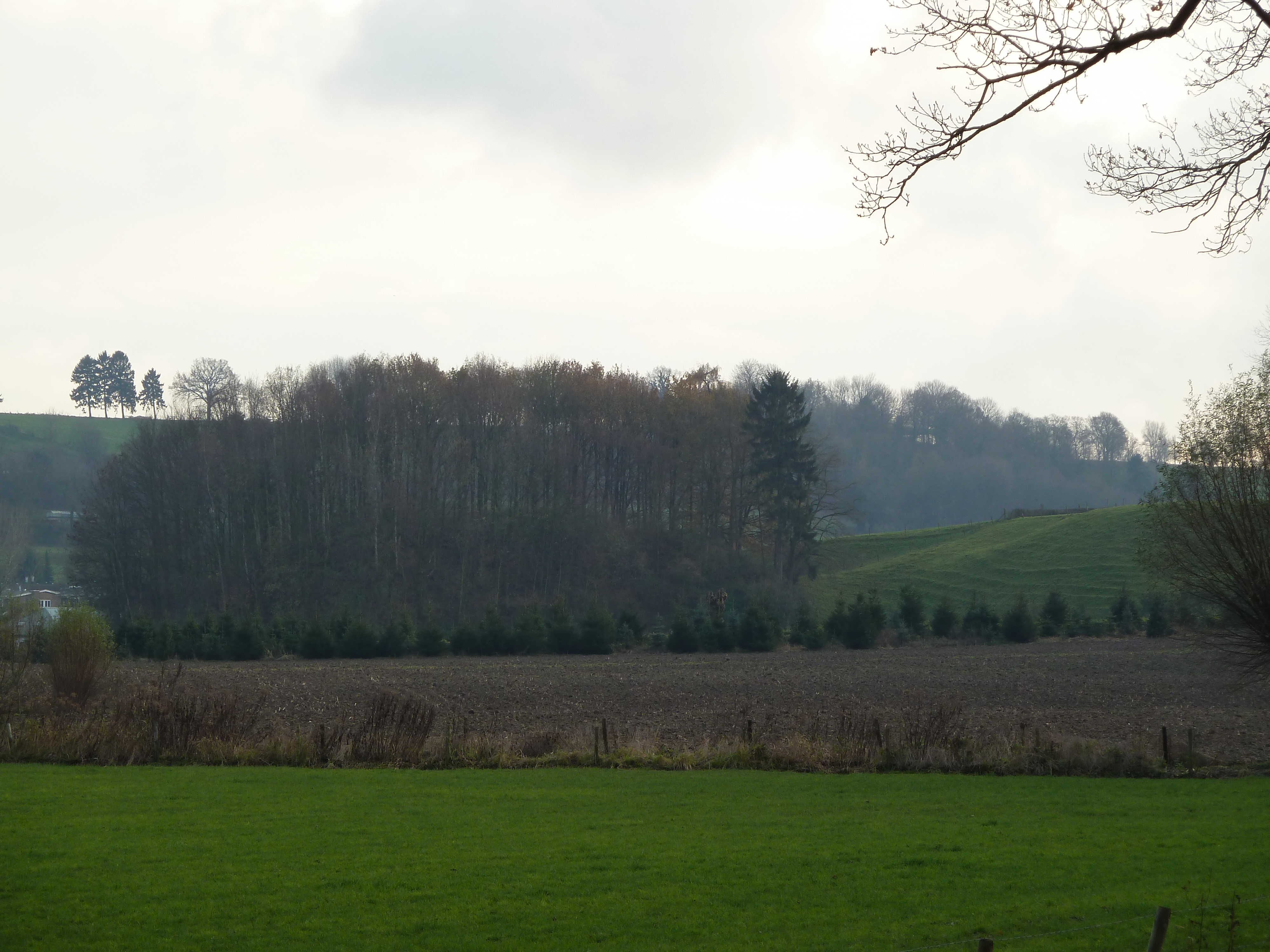
In de herfst
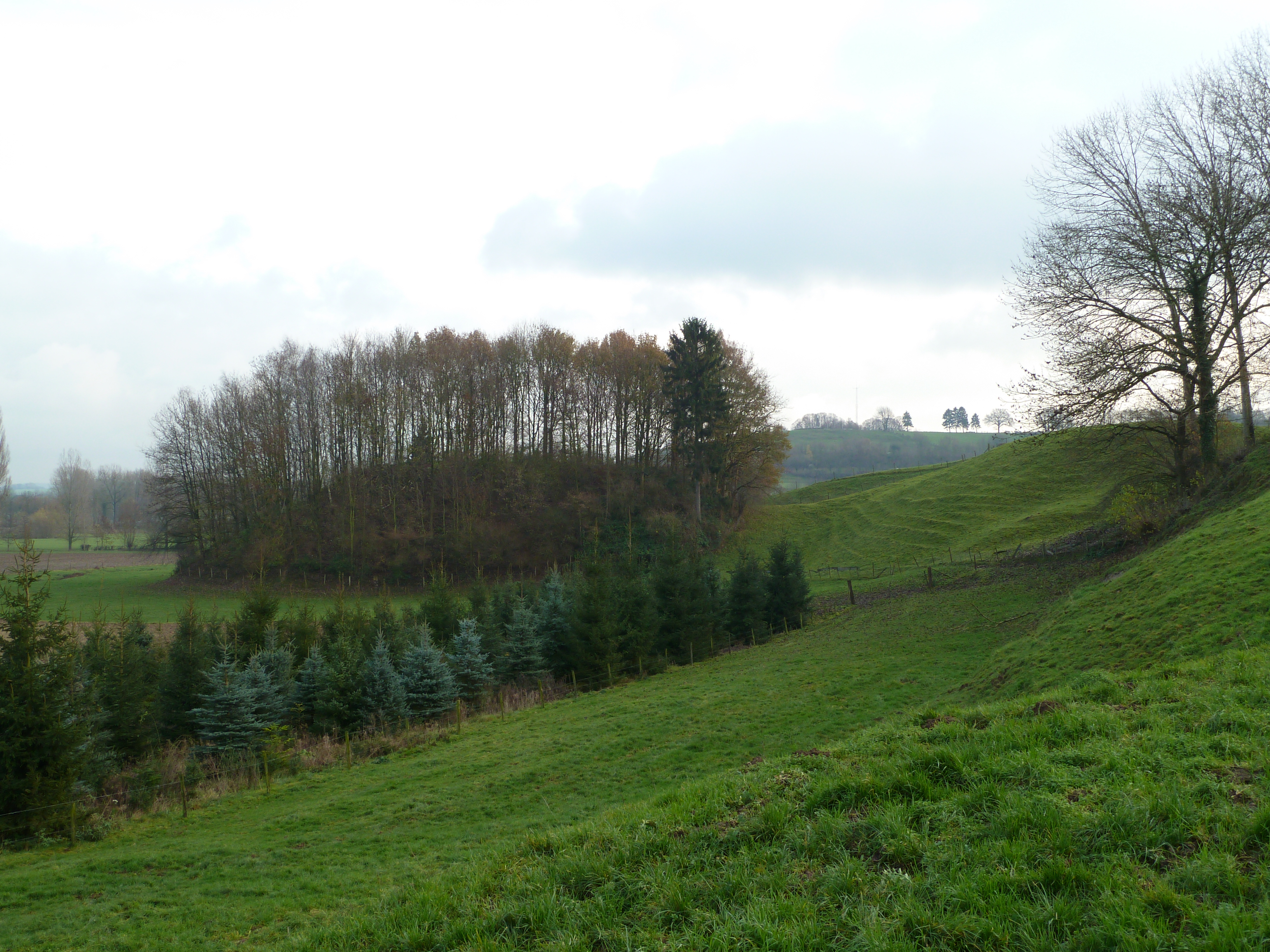
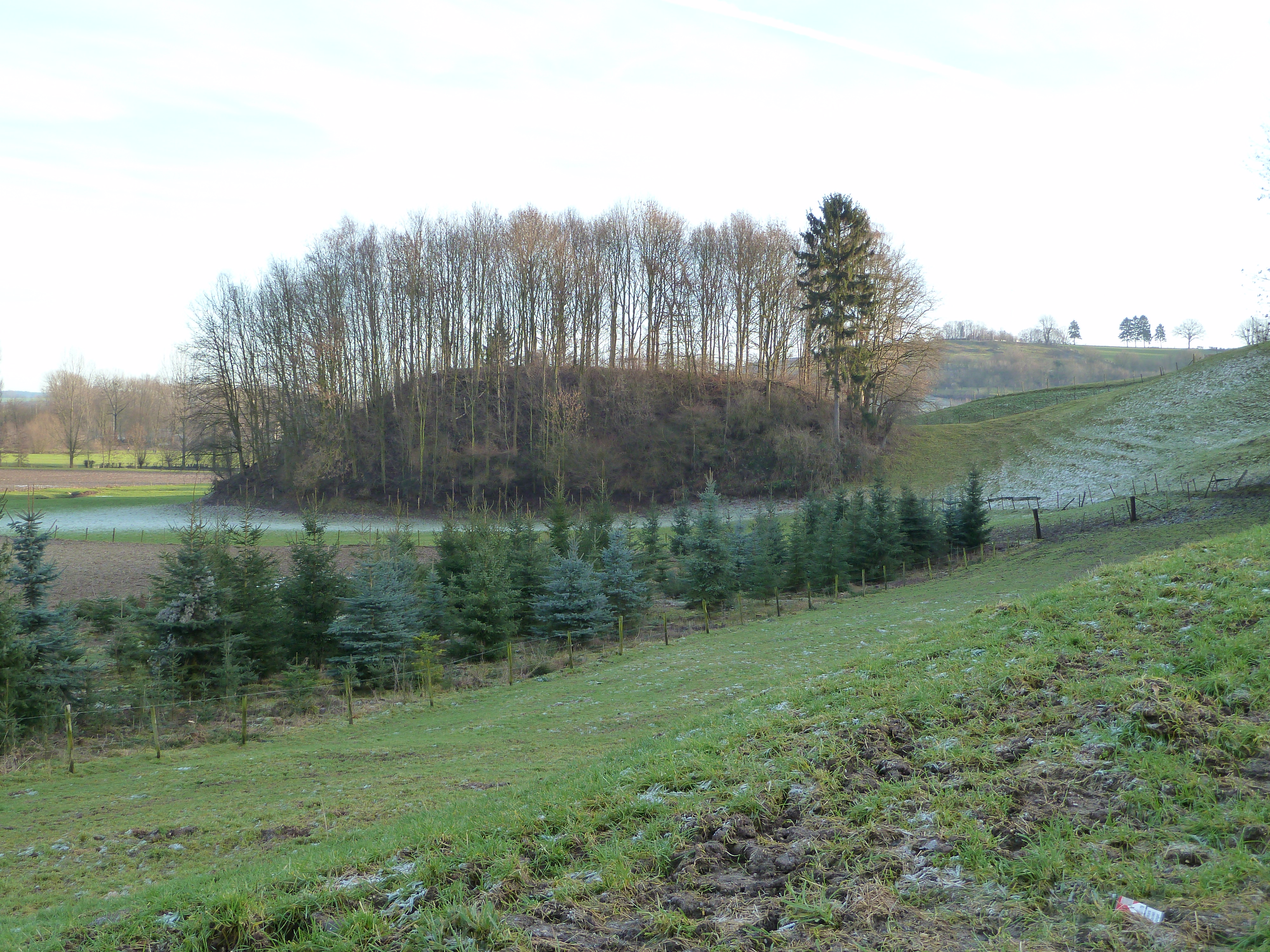
In de winter
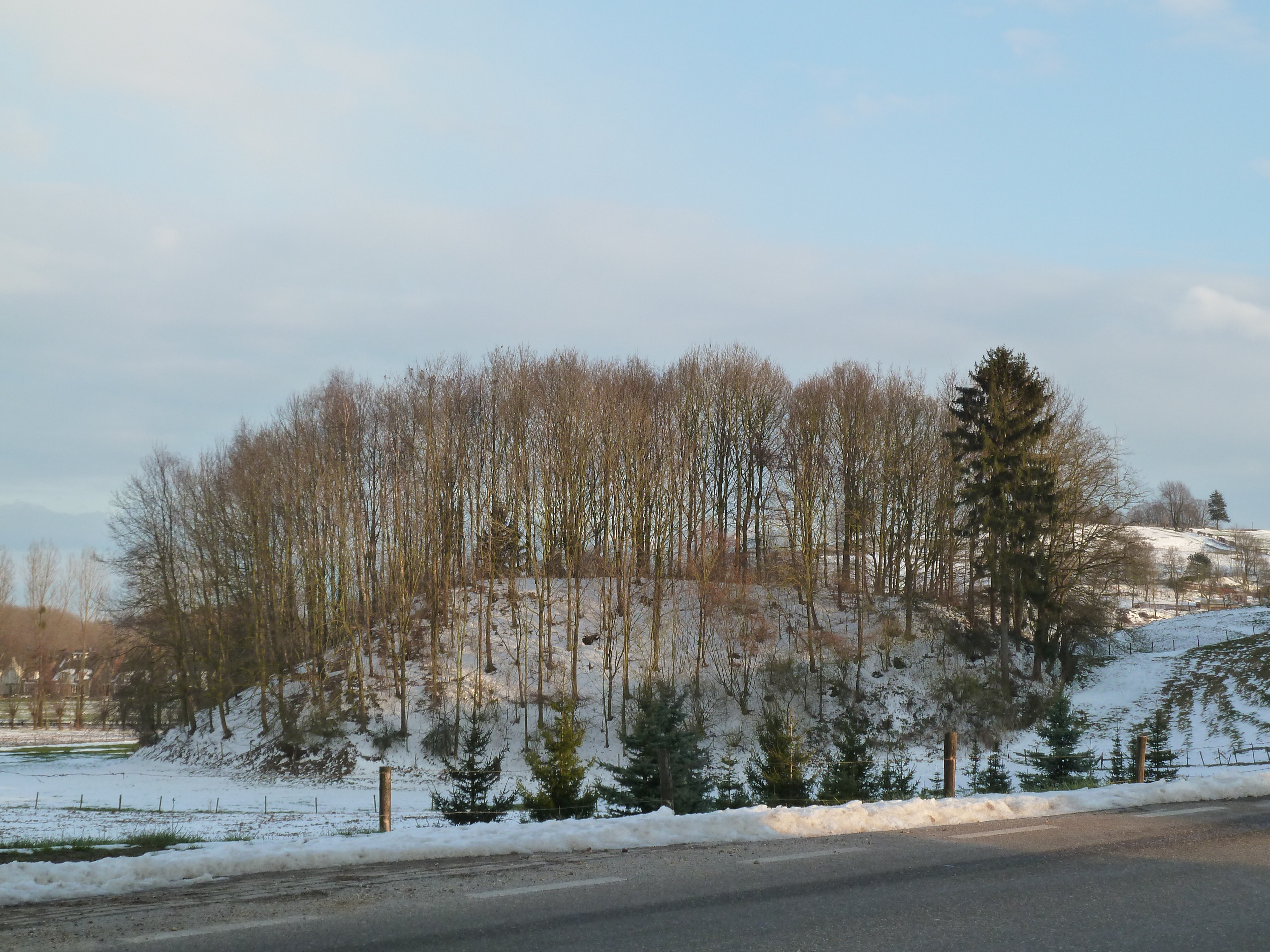